# Sirinopteryx interfuscata
Sirinopteryx interfuscata är en fjärilsart som beskrevs av W. Warren 1897. Sirinopteryx interfuscata ingår i släktet Sirinopteryx och familjen mätare. Inga underarter finns listade i Catalogue of Life.